# Гутько, Владимир Ермолаевич
Владимир Ермолаевич Гутько (бел. Уладзімір Ермалаевіч Гуцька), также известный как Владимир Дудицкий (бел. Уладзімір Дудзіцкі; 8 января 1911 — предположительно 1976) — белорусский писатель-прозаик, поэт и литературный деятель, переводчик, коллаборационист.

## Биография
Владимир Ермолаевич Гутько родился 8 января 1911 в деревне Дудичи в крестьянской семье. В 1927 году приехал в Минск, где в 1930 году окончил семилетнюю школу и поступил в Минский белорусский педагогический техникум, но уже через несколько месяцев был отчислен с формулировкой «за распространение националистических идей среди студентов». После отчисления с помощью знакомого — Владимира Ходыко сумел устроиться редактором в газету «Советская Белоруссия». Обучался на курсах в БГУ, затем сумел поступить на литературно-лингвистический факультет БГПУ.
23 февраля 1933 года Владимир Гутько был арестован ОГПУ в Минске, и 10 августа 1933, как член «антисоветской организации» приговорен к 2 годам исправительных работ. Отбывал наказание в Новосибирске, Мариинске, Узбекской и Казахской ССР. В 1935 году был освобожден и сумел вернуться в БССР, однако по условиям освобождения ему было запрещено проживать в Минске. Гутько поселился в Витебске, устроившись на работу учителем белорусского языка и литературы в одну из местных школ. Тем не менее в 1939 году решением Витебского обкома КП(б)Б был уволен с работы, и в ожидании ареста вынужден скрыться в РСФСР. Вновь вернулся в БССР лишь перед самым началом Великой Отечественной войны.

### Деятельность во время немецкой оккупации
Полностью разочаровавшись в советской власти, во время Немецкой оккупации Белоруссии стал сотрудничать с оккупационными властями и белорусскими коллаборационистскими организациями. Возглавил пропагандистский отдел Белорусской народной самопомощи, стал начальником штаба при Белорусском корпусе самообороны. Активно занимался литературной и издательской деятельностью. С декабря 1943 по май 1944 годов главный редактор коллаборационистского журнала «Беларус на варце». Кроме того, Владимир Гутько входил в состав БЦР.
В период войны мать Владимира Гутько была убита советскими партизанами, а сам он летом 1944 года, после начала советскими войсками операции «Багратион» уехал в Берлин, где, в отличие от многих других белорусских коллаборационистов-эмигрантов, отказавшихся от идеи сотрудничества с организацией, вступил в КОНР во главе с Андреем Власовым и вошел в состав Белорусского представительства возглавляемого Николаем Будзиловичем. Занимался активной вербовкой добровольцев белорусской национальности для РОА. В конце 1944 года был принят на работу редактором на радиостанции «Винета» при Министерстве пропаганды Третьего рейха, где и проработал до последних недель существовамия Гитлеровской Германии.

## В эмиграции
После капитуляции Германии и завершения Второй мировой войны в Европе Владимир Гутько бежал в Австрию. В 1947 году сумел перебраться в Венесуэлу. В середине 1950-х годов возглавлял белорусский отдел радио «Свобода». В 1960 году переехал в США. Поселился в штате Индиана и несколько лет проработал преподавателем русского языка в Индианском университете в Блумингтоне. В конце 1960-х — начале 1970-х вновь перебрался в Венесуэлу, работал директором Сельскохозяйственного института. В 1975 году следы Гутько потерялись. Вероятнее всего он умер в 1976 году.

## Произведения
- У кн.: Туга па Радзіме: Паэзія беларускай эміграцыі. — Мн., 1992.
- «Напярэймы жаданьням» = Striving toward desire: збор. — Нью-Йорк 1994. — XXIX, 312 с. (175 поэтических, 5 прозаических произведений, 6 переводов)
- У кн.: А часу больш, чым вечнасць: Літаратура беларускага замежжа. 1995. (26 стихотворений и отрывок из поэмы «Маіх уяў ружовых ранкі»).
- У кн.: Архіўная кніга. — Нью-Ёрк, 1997.
- У кн.: Краса і сіла. 2003.
- У кн.: Эквівалент: зборнік эміграцыйнай гістарычнай прозы. 2005. (проза)
- У кн.: кніга беларускіх мемуараў на эміграцыі; «Бібліятэка Бацькаўшчыны», 2005. (проза)
- Творы / Укладанне, прадмова і бібліяграфічны каментарый Л. Юрэвіча. — Мн.: Лімарыус, 2010. (206 стихотворных, 10 поэтических произведений, 6 переводов)